# Nova Candelária
Nova Candelária là một đô thị thuộc bang Rio Grande do Sul, Brasil. Đô thị này có diện tích 97,832 km², dân số năm 2007 là 2739 người, mật độ 28 người/km².